# Raquel Lyra
Raquel Teixeira Lyra Lucena, née le 2 décembre 1978 à Recife, est une avocate et femme politique brésilienne. Elle est maire de Caruaru de 2017 à 2022 et gouverneure de l'État de Pernambouc depuis 2023.

## Biographie

### Origine et début de carrière
Raquel Lyra est issue d'une famille où l'on compte plusieurs personnalités politiques dont son oncle Fernando Lyra (pt) et son père João Lyra Neto (pt).
Titulaire d'un diplôme de droit de l'université fédérale du Pernambouc, avec des études de troisième cycle en droit économique et droit des sociétés, Raquel Lyra commence sa carrière en 2002 comme déléguée de la police fédérale. En 2005, elle est choisie pour travailler au bureau du procureur général de l'État. De 2007 à 2010, elle est cheffe du bureau du procureur général chargé de l'appui juridique et législatif dans le gouvernement d'Eduardo Campos. Raquel Lyra est également députée de l'État de Pernambuc de 2011 à 2016 pour le Parti socialiste, qu'elle quitte en 2016 pour le Parti de la social-démocratie.

### Maire de Caruaru
Raquel Lyra est élue maire de Caruaru, fin 2016, avec 53,15 % des voix. C'est la seule femme élue dès le premier tour lors de ces élections et la première femme à occuper ce poste. Réélue pour un second mandat, elle démissionne de ses fonctions le 31 mars 2022 pour se consacrer à la campagne pour les élections de gouverneure avec sa colistière la journaliste Priscila Krause (pt). 

### Gouverneure du Pernambouc
Élue gouverneure le 30 octobre 2022 avec 58,7 % des voix, peu après le décès de son mari Fernando Lucena, elle devance au deuxième tour la députée fédérale Marília Arraes (pt) qui recueille pour sa part 41,3% des suffrages. Elle prend officiellement ses fonctions le 1er janvier 2023 et remplace Paulo Câmara.